# Noë Dussenne
Noë Georges Dussenne (Mons, 7 aprile 1992) è un calciatore belga, difensore del Losanna.

## Carriera

### Club

#### Mons
Cresce nelle giovanili del Mons, con cui fa il suo esordio a 18 anni nella sconfitta per 2-0 sul campo dell'Eupen. Nel campionato 2011-2012 gioca per la prima volta in massima serie contro lo Standard Liegi. Nella stessa stagione esordisce in Coppa del Belgio, giocando titolare nel vittorioso 0-3 sul campo del Tubize-Braine. In tre stagioni riesce ad ottenere 7 presenze in prima squadra.

#### Prestito al Tubize
Nella stagione 2012-2013 passa in prestito al Tubize-Braine, in seconda serie, esordendo in campionato il 22 agosto 2012 nell 1-1 casalingo con il Lommel United. Il 3 aprile 2013 segna il suo primo gol, decisivo nella vittoria 1-0 in trasferta contro il Brussels in campionato. Chiude il prestito con 28 presenze e 1 gol.

#### Ritorno al Mons
Per la stagione 2013-2014 ritorna per fine prestito al Mons, con cui segna il suo primo gol in Pro League nella sconfitta esterna per 4-1 con il Waasland-Beveren. Raccoglie 20 presenze e 2 gol, che non servono però per evitare la retrocessione in Tweede klasse.

#### Cercle Bruges e Mouscron-Peruwelz
Nell'estate 2014 si trasferisce al Cercle Bruges. Fa il suo esordio il 26 luglio nello 0-0 in casa in campionato con il Gent. Il 13 settembre è decisivo nella vittoria per 1-0 in casa in campionato contro lo Charleroi segnando al 16' il primo gol con la nuova maglia. Il 24 settembre nel successo per 7-1 sul campo del Sporting Sint-Gillis-Waas esordisce con gol in Coppa. Riesce a raccogliere 35 presenze e 2 gol, venendo però nuovamente retrocesso in seconda serie.
Nel luglio 2015 passa al Mouscron-Péruwelz, neopromosso in Pro League. Esordisce in campionato nella sconfitta per 2-1 sul campo dello Charleroi. Chiude dopo una stagione e 4 partite della seconda con 41 presenze e 6 gol.

#### In Italia al Crotone
Nell'agosto 2016 si trasferisce in Italia, al Crotone, in Serie A. Gioca la sua prima partita il 12 settembre sul campo dell'Empoli, perdendo 2-1 e venendo espulso.

#### Ritorno in Belgio
Nel 2017 viene mandato in prestito al Gent, con cui colleziona soltanto quattro presenze. L'anno successivo viene ingaggiato per la seconda volta dal Royal Mouscron, dove gioca con più continuità.
Il 7 agosto 2019 si trasferisce allo Standard Liegi per 800.000 euro.

### Nazionale
Ha giocato nelle nazionali giovanili belghe Under-19 ed Under-20.

## Statistiche

### Presenze nei club
| Stagione                 | Squadra                  | Campionato               | Campionato | Campionato | Coppe nazionali | Coppe nazionali | Coppe nazionali | Coppe continentali | Coppe continentali | Coppe continentali | Altre coppe | Altre coppe | Altre coppe | Totale | Totale | Totale |
| Stagione                 | Squadra                  | Comp                     | Pres       | Reti       | Comp            | Pres            | Reti            | Comp               | Pres               | Reti               | Comp        | Pres        | Reti        | Pres   | Reti   |        |
| ------------------------ | ------------------------ | ------------------------ | ---------- | ---------- | --------------- | --------------- | --------------- | ------------------ | ------------------ | ------------------ | ----------- | ----------- | ----------- | ------ | ------ | ------ |
| 2009-2010                | Mons                     | Tk                       | 1+1        | 0          | CdB             | 0               | 0               | -                  | -                  | -                  | -           | -           | -           | 2      | 0      |        |
| 2010-2011                | Mons                     | Tk                       | 2          | 0          | CdB             | 0               | 0               | -                  | -                  | -                  | -           | -           | -           | 2      | 0      |        |
| 2011-2012                | Mons                     | PL                       | 1+1        | 0          | CdB             | 1               | 0               | -                  | -                  | -                  | -           | -           | -           | 3      | 0      |        |
| 2012-2013                | Tubize-Braine            | Tk                       | 28         | 1          | CdB             | 0               | 0               | -                  | -                  | -                  | -           | -           | -           | 28     | 1      |        |
| 2013-2014                | Mons                     | PL                       | 16+3       | 2          | CdB             | 1               | 0               | -                  | -                  | -                  | -           | -           | -           | 20     | 2      |        |
| Totale Mons              | Totale Mons              | Totale Mons              | 25         | 2          |                 | 2               | 0               |                    | -                  | -                  |             | -           | -           | 27     | 2      |        |
| 2014-2015                | Cercle Bruges            | PL                       | 27+3       | 1          | CdB             | 5               | 1               | -                  | -                  | -                  | -           | -           | -           | 35     | 2      |        |
| 2015-2016                | Mouscron-Péruwelz        | PL                       | 28+6       | 6          | CdB             | 3               | 0               | -                  | -                  | -                  | -           | -           | -           | 37     | 6      |        |
| lug.-ago. 2016           | Mouscron-Péruwelz        | PL                       | 4          | 0          | CdB             | 0               | 0               | -                  | -                  | -                  | -           | -           | -           | 4      | 0      |        |
| ago. 2016-2017           | Crotone                  | A                        | 8          | 0          | -               | -               | -               | -                  | -                  | -                  | -           | -           | -           | 8      | 0      |        |
| ago. 2017                | Crotone                  | A                        | 1          | 0          | CI              | 0               | 0               | -                  | -                  | -                  | -           | -           | -           | 1      | 0      |        |
| Totale Crotone           | Totale Crotone           | Totale Crotone           | 9          | 0          |                 | 0               | 0               |                    | -                  | -                  |             | -           | -           | 9      | 0      |        |
| 2017-2018                | Gent                     | PL                       | 4          | 0          | CdB             | 2               | 0               | -                  | -                  | -                  | -           | -           | -           | 6      | 0      |        |
| 2018-2019                | Mouscron-Péruwelz        | PL                       | 19+7       | 0+1        | CdB             | 2               | 0               | -                  | -                  | -                  | -           | -           | -           | 28     | 1      |        |
| ago. 2019                | Mouscron-Péruwelz        | PL                       | 2          | 0          | CdB             | 0               | 0               | -                  | -                  | -                  | -           | -           | -           | 2      | 0      |        |
| Totale Mouscron-Peruwelz | Totale Mouscron-Peruwelz | Totale Mouscron-Peruwelz | 66         | 7          |                 | 5               | 0               |                    | -                  | -                  |             | -           | -           | 71     | 7      |        |
| 2019-2020                | Standard Liegi           | D1                       | 2          | 0          | -               | -               | -               | -                  | -                  | -                  | -           | -           | -           | 2      | 0      |        |
| 2020-2021                | Standard Liegi           | D1                       | 20+3       | 2          | CB              | 2               | 0               | UEL                | 7                  | 0                  | -           | -           | -           | 32     | 2      |        |
| 2021-2022                | Standard Liegi           | D1                       | 20         | 1          | CB              | 3               |                 | -                  | -                  | -                  | -           | -           | -           | 23     | 1      |        |
| 2022-2023                | Standard Liegi           | D1                       | 29+5       | 5          | CB              | 2               | 0               | -                  | -                  | -                  | -           | -           | -           | 36     | 5      |        |
| Totale Standard Liegi    | Totale Standard Liegi    | Totale Standard Liegi    | 79         | 6          |                 | 7               | 0               |                    | 7                  | 0                  |             | -           | -           | 93     | 8      |        |
| Totale carriera          | Totale carriera          | Totale carriera          | 241        | 17         |                 | 21              | 1               |                    | 7                  | 0                  |             | -           | -           | 269    | 20     |        |